# 前乃菜々
前乃 菜々（まえの なな、1997年12月24日 -）は、日本のAV女優。C-more エンターテイメント所属。京都府出身。

## 略歴
2020年3月、SODクリエイトが新たに立ち上げた動画配信先行レーベル「エモい女の子。」より「涼風えみ（すずかぜ えみ）」として専属AVデビュー。
2020年6月、「前乃菜々」に改名し企画単体女優となり、公式ツイッターを開設。
芸名は本名がニックネームを付けづらい名前だったので、「なっちゃんや、さっちゃん」など呼ばれやすい単純な名前を希望し、「なっちゃんなら、菜々っぽい」と事務所社長が命名したもの。しかしなっちゃんと呼ばれることは稀だという。
2024年3月24日、デビュー5周年となる1年後の2025年3月24日をもって引退することを発表。
引退後はアクションができることからアクション俳優等として裏側からアダルト業界を支える。

## 人物
趣味:競馬を見ること。旅行。
特技:身体が柔らかいこと。3歳からバレエを習い、高校まではプロを目指していた。
SMに関しては2021年の『緊縛解禁 前乃菜々緊縛吊り、本格ハードSM調教』（アイエナジー）で初経験。持ち前の柔軟性もあり、得意分野の一つとなっていたが、2022年のTOHJIRO監督作品『純情肉達磨』（ドグマ）で喘ぎ苦しみ、最後の最後には「2度とやらない!」と叫んでいたが、のちに涙は悔し涙であったことを吐露。2年後に『拷問肉達磨第二章』の撮影に臨んでいる。

## 作品

### アダルトビデオ -DVD-
- 大きなお尻 関西訛り 恥じらい めっちゃ素人 涼風えみ（23） SOD専属 AVデビュー（6月11日、SODクリエイト）※涼風えみ名義
- 3つの情交 初3P 初素人男性 初スタジオ撮り ハイパーど素人娘 涼風えみ（23）（7月9日、SODクリエイト）※涼風えみ名義
- 【変態願望】真面目そうって言われるけど、エッチなことしてみたいんです…〜純真なハニカミ笑顔、柔らかすぎる身体。両足を180度に開いて後ろから前から欲望のままに突きまくった…〜（7月23日、ひよこ）
- 初めての中出し 4P輪● 目隠し拘束電マ責めファック ハイパーど素人娘 涼風えみ（23） ※オール中出し（8月13日、SODクリエイト）
- お嬢様新体操女子大生！実はAV好きの隠れ真正ビッチ！汗だく過激密会SEX（8月13日、オーロラプロジェクト・アネックス）
- 先生もクラスメイトも知らない本当の私... 「イヤらしいオジさんに、死ぬほど犯●れたい..」（8月25日、オーロラプロジェクト・アネックス）
- 【動画配信限定特典映像付】「恋人ごっこでいいから私をオンナとして見て」思春期の連れ子とお父さんのいびつな愛の日常、そして中出しへと…（8月27日、ひよこ）
- 寝たきりイラマチオ（9月4日、ワープエンタテインメント）
- 飯場の性処理女子学生（9月13日、オーロラプロジェクト・アネックス）
- ザ・マジックミラー特別編！禁断の近親相姦MM号 マジックミラーの向こうには再婚したての母親！女子○校生の娘と新しいお父さんが2人っきりの密室で初めての素股に挑戦！クリトリスとチ○ポを擦り合わせた父娘はそのままヌルッと挿入してしまうのか！？まさかの連続中出し…（9月17日、ディープス）
- マジックミラー号 ドーランを赤く染めるほど恥ずかしがる芸妓さんと夢の野球拳SEX（9月22日、SODクリエイト）
- 汗びっしょりの生性交！ムチムチ童顔の教え子とのお泊り淫猥夏休み（9月25日、オーロラプロジェクト・アネックス）
- 絶対に手を出してはいけないひよこ女子に媚薬まみれの極悪チ○コで鬼イラマチオ。そして… その伍（5）（10月8日、ひよこ）
- 入院したら隣がけなげなひよこ女子。ムラムラが我慢できなくなって小さな体を固定して敏感マ○コの奥（子宮）をガン突きしまくった。2nd ～両足を180度に開いて後ろから前から全員軟体っ子ver～（10月8日、ひよこ）
- MOON FORCE CHEERS ぱこぱこしろうとコレクション。 vol.2（10月9日、プレステージ）
- 肉感美姉妹 強●スワッピング＆絶望受精懐妊セックス（10月11日、オーロラプロジェクト・アネックス）
- だれとでも定額挿れ放題！月々定額料金さえ支払えば、校内の女子生徒や女教師でもだれでも挿れ放題！2（11月6日、Hunter）
- 俺を完全無視するくせに俺の友達の前ではイイ顔をする義理の妹にイラマチオハンドル串刺し3P上下中出し（11月6日、Hunter）
- 終わりなき輪●＆種付け 淫欲の夏休み職業体験（11月13日、オーロラプロジェクト・アネックス）
- 溢れ出る汗！潮！愛液！愛らしい声で喘ぎ悶える！超絶頂性交！（11月19日、TEPPAN）
- 毎朝乗るエレベーターが乗ってる最中にまさかの故障で緊急停止！しかも男はボク1人！パニックになった住人の女性たちが…（11月19日、Hunter）
- 「お前、どんだけエロいんだよ…！？」酔うとヨダレが止まらないほど発情！ボクしか知らない色気0なバイト女子のエロ過ぎる本当の姿！（11月19日、Hunter）
- 軟体拘束マシンバイブ SNSナンパした現役体育大生が、陵●志望のどM娘だったのでお望み通りにムチャクチャ・メス堕ちさせてやりました！（11月26日、サディスティックヴィレッジ）
- 近所のバレエスクールが裏でやってるデリヘルで軟体娘を2人呼んでするアクロバティック3Pセックス（11月26日、ナチュラルハイ）
- ひよこ2周年記念。絶対に逆らえない（弱い）立場のひよこ女子に真正ナマ派中出しおじさんが出会ってしまった…（11月26日、ひよこ）
- びしょ濡れ女子○生雨宿りバス停強●わいせつ（11月27日、TMA）
- 自然教室日焼け美少女わいせつ映像（11月27日、I.B.WORKS）
- 女子○生公衆トイレ鬼畜レ●プ映像（11月27日、I.B.WORKS）
- おしゃぶり予備校73（12月1日、FS.KnightsVisual）
- 玄関開けたら即イラマ！！突撃イラマ20人隊！強●ごっくん20連発！（12月5日、Hunter）
- 普段色気も何も感じない妹の初めて見せてきた部活ユニフォーム突き出し尻がエロ過ぎる！我慢できず強引に生挿入＆何度も中出しした結果…！？（12月5日、Hunter）
- 麻薬捜査官 ヤク漬け膣痙攣（12月10日、アイエナジー）
- 「筆おろししてくれませんか？」素人女子大生の自宅に童貞くんを投入！悩める男子の愛おしい姿を前にパン染みができる程の膣キュン！初挿入で暴走した童貞ピストンで膣奥までぐちゃぐちゃにかき回され、即絶頂から連続イキ！…（12月11日、赤面女子）
- 息子の友達ごと3Pで喰う！ 欲望むき出し母さん 口淫フェラで誘惑し若肉棒をガツガツ貪る！（12月17日、ABC/妄想族）
- 恥ずかしがり屋で超絶カワイイ義理の妹と付き合い始めてしまった僕…。初めて親がいない一泊二日…エッチするチャンス！朝から晩までヤリまくり！2（12月17日、Hunter）
- 上からの濃厚ベロちゅうと下からのスローフェラで同時に責められ連続抜きする痴女っこ姉妹（12月24日、ナチュラルハイ）
- 公開処刑（12月31日、Hunter）
- 義姉、妹、姪っ子、従姉弟たちと密かに四股かけているボク。結局バレてまさかの全員中出し！この状況を見た幼馴染も参加してきてハーレム状態に！（12月31日、Hunter）

- 制服美少女とわいせつ行為（1月10日、S-Cute）
- 彼女（キミ）が父親に犯●れて、開発されて行く姿を僕はただ見つめる事しか出来なかった。（1月15日、ケイ・エム・プロデュース）
- 『おじさん、そんなところ触ったらくすぐったいよ…』胸が膨らみかけた発育途中の姪っ子の胸を寝ている後ろから鷲掴み！したら嫌がるどころか感じ…（1月16日、Hunter）
- 「エッチの経験が少ないと彼氏引くかな…？一緒に練習してくれる？」幼馴染と恋愛相談NTR！結局彼氏とはできない中出しセックスを求める幼馴染！…（1月16日、Hunter）
- 緊縛解禁 前乃菜々緊縛吊り、本格ハードSM調教（1月21日、アイエナジー）
- 勃起したままの男を一切動かさないS字尻振り騎乗位エステで骨抜きにする美尻エステティシャン VOL.3（1月21日、DANDY）
- 絶対にのってはイケない上司の娘（女子○生）からの危険な誘惑に我慢できなかったボク。（2月6日、Hunter）
- 悪戯トイレ 痴●テクでマ○コを濡らしたドM少女をホテルに連れ込みそのまま従順ハメ撮り（2月11日、ナチュラルハイ）
- 図書館で声も出せず糸引くほど愛液が溢れ出す敏感娘24 痴女に目覚めた女子○生2枚組SP（2月11日、ナチュラルハイ）
- 朝起きたら女になってた競馬大好き男子大学生 （23）を徹底取材 「ガチで僕男なんですけどッ」と弱い力で抵抗するが最終的にメス堕ち 東堂隼馬（2月19日、かぐや姫Pt/妄想族）※「東堂隼馬」名義
- キュートな関西弁でシコシコ♪ヌキヌキ♪「まだイッたらあかんで！」関西娘2人に挟まれてチ●ポが壊れるまで抜き続けられる逆3P性交（2月21日、kawaii*）
- サエない僕に同情した優しい姉、妹に「擦りつけるだけだよ」という約束で素股してもらっていたら互いに気持ち良すぎてマ○コはグッショリ！でヌルっと生挿入！「え！？入ってる？」でもどうにも止まらなくて中出し！（2月25日、アイエナジー）
- 痴●師に満員電車の中で下着姿にされ見られる羞恥で抵抗できない敏感女4 黒髪女子○生限定SP（2月25日、ナチュラルハイ）
- 今日、会社サボりませんか？×PRESTIGE PREMIUM 07 1超軟体＆桃尻の関西弁美少女/ななちゃん（23） 2透明感MAX！！ガチウブ美少女/ちはるちゃん（20） 3GカップSEX狂いギャル/なつきちゃん（22）（2月26日、プレステージ）
- 素人美BODYナンパ GET！！ No.221 神ボディメソッドを探れ！ファビュラスBeauty通り編（3月7日、桃太郎映像出版）
- 聖心特装隊セイントフォース Final.2 〜蘇る悪夢、聖女たちの行方〜（3月12日、GIGA）
- 年上の兄が大好きな2人の妹は、兄が好きすぎて兄の全身を『舐めまわし誘惑』し、我慢できなくなった兄とイチャラブ3P生ハメセックス！（3月25日、ひよこ）
- 密室痴● 逃げ場なく強引にイカされ抵抗できず犯られる女たち（3月25日、ナチュラルハイ）
- 部活の合宿中にハメを外した部屋飲みでヤラれちゃう女子マネージャーは1泊2日の合宿で飽きられるまで男子部員に代わる代わる肉便器にされてしまう。（4月2日、Hunter）
- 背後から乳首をいじられ勃起したら唾液ぐちゅぐちゅ手コキで射精しても終わらず即チクパコ（4月8日、ナチュラルハイ）
- 痴漢師に電車の隅でこっそりイラマされ顔面えずき汁まみれで泣き寝入りする女子○生（4月8日、ナチュラルハイ）
- 固定バイブだるまさんが転んだ20（4月13日、はじめ企画）
- 夫婦で挑戦！松本いちかの凄テクで夫が2回イカされたら妻が寝取られナマ中出しSEX！（4月13日、はじめ企画）
- ガラス一枚隔てた目の前で犯される娘！助けることもできず自らも犯される母！（4月19日、Hunter）
- 素人娘の全裸図鑑17 今時の女の子12名が恥らいながら脱衣していく様子をじっくり撮影した、変態紳士のためのヘアヌードコレクション（4月19日、かぐや姫Pt）
- 彼女の妹に愛されすぎてこっそり子作り性活（4月25日、本中）
- 潜入！！噂のリンパマッサージ店 7「裏オプション、いかがなさいますか？」（5月7日、LEO）
- 同じマンションに住む小さい女の子に媚薬を塗り込んだチ○ポで即イラマ。結果、ねば〜っと糸引くえずき汁まみれのイキ顔で淫乱化。7 総勢20名総集編付き2枚組 豪華版（5月7日、ナチュラルハイ）
- 「お兄ちゃんの精子って興奮する！」モテないボクの部屋で思春期義妹がフェラチオジャンキーに？親の再婚で新しくできた義妹はウブで可愛いのですが（5月14日、Hunter）
- 夜行バスで声も出せずイカされた隙に生ハメされた女はスローピストンの痺れる快感に理性を失い中出しも拒めない 女子○生限定7 精子を欲しがる発情娘SP（5月20日、ナチュラルハイ）
- クリトリスの形までハッキリわかる！ノーモザイク連続絶頂パンツ越しオナニー 3（5月20日、アイエナジー）
- 社員旅行で狙われた新人OL 2（6月4日、LEO）
- ホテル痴●9 中出しSP 総勢13人総集編付き2枚組 豪華版（6月10日、ナチュラルハイ）
- カスタムマッチMIXED FIGHT 04（6月11日、バトル）
- 絶対堕としたい制服美少女を自宅に誘って勝手に隠し撮り！ガキじゃ出来ない舌をねっとり絡ませる唾液濃厚糸引きベロキスでJ○完堕ち！キス！キス！キス！キス！とにかくディープキス中出しSEX！！（6月11日、赤面女子）
- 顔出し解禁！！ マジックミラー便 一流企業で働くパンツスーツのピタパン尻OL編 vol.02 タイトなパンツスーツに包まれたパッツパツのむっちり尻を揉みしだかれ恥じらいながらも濡れてしまったエリートおま○こにデカチン挿入！！ in品川（6月16日、ディープス）
- 冷蔵庫いもーと ほーる 妹を冷蔵庫に閉じ込めたら、彼女は凍えてただの「穴」になってた。（6月17日、ドグマ）
- 激イキ睾丸オイルマッサージ10人 凄腕エステティシャンたちがキンタマから精子を絞り出す！4（6月17日、かぐや姫Pt）
- カスタムマッチCATFIGHT 06（6月18日、バトル）
- THE SEX FIGHT RETURNS VOL.04（6月18日、SUPER SONIC SATELLITES）
- アナルのシワの数までハッキリわかる！ノーモザイク連続絶頂アナル見せオナニー2（6月24日、アイエナジー）
- 男潮を吹かせる痴女っこ 突然の勃起薬キスとこねくり手コキで責められ我慢できずメスイキ（6月24日、ナチュラルハイ）
- 午前10時 学校どうしたの… なな（6月26日、ビッグモーカル）
- 全開鼻フック（7月8日、レイディックス）
- 産婦人科痴●！！13何も知らない若妻に治療と称して中出しまでっ！！（7月9日、LEO）
- 1DAYプロレズリングトーナメント02（7月9日、バトル）
- カスタムマッチCATFIGHT 10（7月16日、バトル）
- MIXED TAG ProWrestling乱 01（7月16日、バトル）
- 格闘男虐めスペシャル03（7月16日、格闘ゾーンJAPAN）
- 【個撮】どこでもフェラ3 11人（7月19日、かぐや姫Pt）
- 素人女子大生が高額バイト代につられてヌードデッサンモデルに！マ○コのビラビラまで丁寧に描かれる視姦の羞恥にマ○コはグッショリ！生で挿入されてイキまくり！（7月22日、アイエナジー）
- えっちな女子校生の淫語かたりかけぐちゅぐちゅ連続絶頂スク水オナニー 6（7月22日、アイエナジー）
- 先生とラブホに来ちゃった... 体操部エースの無邪気な教え子を、体育教師が郊外ラブホに連れ込み、禁断の汗だくマ●コ悶絶動画（7月25日、オーロラプロジェクト・アネックス）
- 近親素股プレイでハプニング！！妹とセックスの練習中に間違ってヌルンと挿入！！4（8月6日、LEO）
- どこでもおしっこ！素人娘の大放尿35人 スロー再生でじっくり鑑賞できるマニア向け映像 5（8月7日、かぐや姫Pt）
- 軽蔑淫語罵り唾吐き娘（8月12日、レイディックス）
- CA飛行機痴●7 豪華版 中出しスペシャル（8月12日、ナチュラルハイ）
- 産後処女を奪われ一度イッたら長時間アクメで痙攣が止まらないイキッぱなしベビーカー妻8 中出しSP（8月12日、ナチュラルハイ）
- カフェ娘連鎖痴●2 営業中の店内でイキ堕ちた言いなり店員を利用する数珠つなぎ痴●計画（8月12日、ナチュラルハイ）
- 【超部屋結界】ハーレムSPECIAL ～ようこそ僕だけの淫乱女学院へ イヒ！～清楚でウブな女子校生を下品な淫乱女子へと洗脳支配する（8月12日、SODクリエイト）
- 親から盗んだコンドームは1つだけ…初めてできた彼女と一度のゴム姦では満足できず、夜中まで何度も生ハメ中出ししまくった（8月13日、アリスJAPAN）
- 超ドM痴女 喉奥痙攣絶頂メンズエステサロン（8月13日、Hunter）
- 対戦相手は巨根AV男優！？罰ゲームは即ハメ生中出し！かわいすぎるシロウト女子大生が必死にイキ耐える 凄いテク我慢ゲームにチャレンジ！ 3（8月26日、アイエナジー）
- 淫獄デカ尻姉妹 子宮種付け交姦（9月25日、オーロラプロジェクト・アネックス）
- 止められない快楽と愛液、背徳感と羞恥が興奮と欲情に変わる瞬間。（9月25日、ホームルーム/妄想族）
- バトルファッカープロレスリング 04（10月8日、バトル）
- 純情肉達磨（10月16日、ドグマ）
- 闇の飼育 剃られた恥毛（10月16日、バミューダ/妄想族）
- アナルのシワの数までハッキリわかる！ノーモザイク連続絶頂アナル見せオナニー5（10月21日、アイエナジー）
- 最狂喉凹ピンサロ嬢（10月22日、えむっ娘ラボ）
- BWPトーナメント 1回戦 第二試合（10月29日、バトル）
- 腹パンチアンダーグラウンド女子ボクシング 02（11月5日、バトル）
- 接客中に顔を紅潮させながら感じまくるバイト娘14 ～ハンバーガー屋、牧場、カレー屋、銭湯～（11月11日、ナチュラルハイ）
- BWPトーナメント 準決勝第一試合（11月19日、バトル）
- 腹パン虐めタイム 04（11月19日、格闘ゾーンJAPAN）
- 『パンツ越し（綿パンツ）ならセックスにならないでしょう？だから挿れて欲しい…』エッチごっこしたがるおませな年下の幼馴染にパンツごと挿入！（11月19日、Hunter）
- 校内淫スクグラム 校舎内限定の動画共有SNS『In school gram』（インスク）が生徒たちの間で大流行！少しエッチで面白い写真が…（11月19日、Hunter）
- 館内わいせつを邪魔する生意気な優等生が泣き出すほど膣奥メッタ突きFUCK2 前乃菜々 もなみ鈴 橘ひなの（11月25日、ナチュラルハイ）
- BWPボクシングシークレット興行 01（11月26日、バトル）
- 女子プロレス特別編　THE RIVAL 01（12月1日、Mythos-ミュートス-）
- 首絞めマニアNEO 09（12月3日、Lonely Strangler）
- BWPトーナメント 決勝戦（12月3日、バトル）
- 地下ファイト男女混合マッチ 01（12月3日、地下ファイト）
- 乳首舐めベロちゅう手コキ（12月4日、グローリークエスト）
- Ma○ko Device BondageXXIV 鉄拘束マ○コ拷問（12月4日、グローリークエスト）
- ゾウさんパンツでフェラ10人 ブリーフの先っちょからチ●ポを引っ張り出して喉奥でグポグポする気持ちいいフェラチオ 5（12月4日、かぐや姫Pt）
- ナチュラルハイ年末スペシャル 痴●OK娘2021 総勢10名 2枚組8時間 完全版（12月9日、ナチュラルハイ）
- 誰もいないと思っていた混浴温泉で両刀使いの美淫女にカップル共々イカされ続け強制寝取られ3P（12月9日、DANDY）
- 反りドミネーションプロレス 02（12月10日、Duel Fetica）
- ラッキーな胸チラを発見し、気づかれないように見てたけど、やっぱりバレてた？！ 18〜ヨガインストラクター編〜（12月10日、LEO）
- 新・競泳水着と可愛い子 02（12月17日、Another Project）
- おとなのおじさんと2 5人4時間（12月25日、ビッグモーカル）
- 淫獣猟奇倶楽部 生贄軟体残虐嬲り ～妖艶美少女イキ地獄～ Part 9:凄まじき恥辱と蜜肉の炎上に痙攣する悲しき獲物（12月28日、BabyEntertainment）
- 喉凹姉妹（12月28日、えむっ娘ラボ）
- PRO-STYLE THE BEST NEO IV（12月29日、バトル）
- レズバトルプライド 02（12月31日、バトル）

- 角オナニー 擦り付けたら止まらない 5 13人（1月1日、かぐや姫Pt）
- 素人ヘアヌード大図鑑～身長150cm未満ミニマム女子学生編（1月8日、S級素人）
- 進学したければ俺の喉ボコイラマを受け入れろ。-イラマチオ奴隷いいなり制服美少女-（1月28日、ムーディーズ）
- BWP 09 聖戦　-Jihad-2021（1月28日、バトル）
- 魔の媚肉激震貫通マシーン Part4 イキ続ける地獄に怯えた女体の慟哭（2月8日、RED BABE）
- 隣に住むカップルに、無理矢理犯●れた私…（2月8日、Hunter）
- 保健室アスリートオイルデトックス 2 コーチ！！試合までに私を仕上げてください！！（2月10日、LEO）
- ひよこ家畜コレクション VOL1．本物ザーメン遊戯～中に出される時も、それが垂れてくる時も、それをごっくんしあう時も好き～（2月10日、ひよこ）
- 彼女とプライベートでエロプロレス 03（2月11日、バトル）
- 純情ブルマ少女羞恥拷問（2月15日、ドグマ）
- 超絶エロボディ プレミアＳ級美女 最高級ソープ（2月18日、プレステージ）
- お母さんは中年オヤジ達の相手をしなさいと命令します。孝行娘だねとおじさん達は褒めてくれるけど…もうこんな事したくない（3月1日、アタッカーズ）
- 喉もマ●コも死ぬほど追姦種付け調教されて… 刑務所専用 屈辱肉便器（3月8日、ダスッ！）
- 初めてできた清楚な彼女が実は超変態！童貞のボクは気持ちとチ○ポを弄ばれて快感中毒に！清楚で超可愛い彼女ができたボク…童貞を捨てるチャンス…（3月8日、Hunter）
- 『何コレ気持ちいい！こんなの初めて！イッちゃう…』エッチ経験の少ないウブ妹の乳首開発してあげたら乳首だけで恥ずかしそうに連続イキするように！（3月8日、Hunter）
- 人生初の彼女（清楚）との初エッチは、彼女の妹（ヤリマン）とそのセフレの指導付き！初エッチが4P乱交だなんて！ボクの彼女がヤリチンのチ○ポで…（3月8日、Hunter）
- ボクシングフェチ・シリーズ 2（3月11日、バトル）
- 『こわれもの』男のためならぶっ壊れるまで自虐するドM少女＜包帯・ギプス・怪我＞ （3月15日、ドグマ）[14]
- ボクシングフェチ・シリーズ 3（3月18日、バトル）
- 黒人解禁 黒い衝撃（3月22日、バミューダ）
- 雌穴遊戯 プッシーtoイラマチオ（3月22日、えむっ娘ラボ）
- BWP Vol.60 BWP vs FGI 団体対抗戦（3月25日、バトル）
- 一般男女モニタリングAV×マジックミラー便コラボ企画 勉強漬けの毎日をすごす性欲の溜まった10代の予備校生がまたがり顔面騎乗クンニで人生初の大失禁イキ！！インタビュー中にずぅーっと生クリトリスを激しくジュルジュルと舐められ膣内に舌をねじ込まれて発情してしま… 8（4月5日、ディープス）
- SENZ TV パパママ頑張れ！！ ぬるぬるローションでスポーツ大好き仲良し家族対抗ハメハメ合戦2022 軟体も長身も大集結！射精とローションを制して優勝賞金100万円を目指せ！（4月7日、SODクリエイト）
- 【個人撮影】妹盗撮→近親睡眠姦 ～妹J〇2名・日常24日分・近親膣出し～（4月7日、素人39）
- マジックミラー号ハードボイルド 1cm1万円のギリギリディルドチャレンジ！先っちょだけ…のつもりが極太ディルドに性欲を刺激され思わず膣奥までズボっと挿入！おま○こを押し広げられる人生初の快楽に発情腰ふりそして潮！潮！ 3（4月7日、サディスティックヴィレッジ）
- 美少女仮面オーロラ＆フォンテーヌ ～絶倫魔人の恐怖、性調教洗脳地獄～（4月8日、GIGA）
- 1人称vs女子プロボクサー 01（4月8日、バトル）
- BFシリーズ SEXファイト 改02（4月8日、バトル）
- ウェット＆メッシー（WAM）泥レズプロレス（4月21日、ROCKET）
- BWP バトルワールドプロボクシング 05興行（4月29日、バトル）
- 思春期女子痴漢 うぶな女子○生にせんずりを見せつけて発情いいなり計画（5月12日、ナチュラルハイ）
- 放尿露出 露出した場所に記録を残すお漏らしマーキングデート なな（24）（5月12日、SUN）
- PRO-STYLE THE BEST NEO V（5月13日、バトル）
- BATTLE ジュニア級トーナメント一回戦第一試合（5月20日、バトル）
- バトルプリンセス スパンデクサー（5月27日、GIGA）
- プロレズリングファイト GREAT 02（6月3日、バトル）
- 共演絶対NG女優キャットファイト（6月9日、ROCKET）
- リンパ無制限ドバドバ精子垂れ流しハーレム4P南国リゾート古式スパ（6月9日、SODクリエイト）
- カスタムマッチCATFIGHT 28（6月17日、バトル）
- カスタムマッチCATFIGHT 29（6月17日、バトル）
- レズバトルプライド 05（6月17日、バトル）
- 銭湯レズ連鎖痴漢 2 いいなりウブ娘を利用した芋づる式レズ計画（6月23日、ナチュラルハイ）
- 3WAY戦バトルファック 01（6月24日、バトル）
- BATTLE CHAMPIONS TOURNAMENT Aブロック第一試合（6月25日、バトル）
- カスタムマッチCATFIGHT 31（7月1日、バトル）
- ドM美女のW顔面ハラスメント（7月5日、グローリークエスト）
- 新・恋するおむつ少女 おねしょ女子校生と美人お姉さんの甘いおむつ生活（7月8日、三和出版）
- 蔵の中で緊縛調教される女子校生 馴染みの喫茶店を助けるために始めたアルバイト。見てしまった調教道具と変わってしまった平穏な日々…（7月12日、グローバルメディアアネックス）
- だれとでも定額挿れ放題！月々定額料金さえ支払えばアパート内の女子大生や人妻やOLでも誰にでも挿れ放題！ 2（7月12日、Hunter）
- 女子プロレスラーは貴方のために闘う 01（7月22日、バトル）
- 腹パンチ好き彼女～百合サイド～SPECIAL 01（7月29日、バトル）
- 対面MIXボクシング 05（7月29日、バトル）
- 女子レスラーダメージ限界突破 03（8月5日、バトル）
- 野ション女子○生開脚拘束おしっこ噴射 ターゲット連鎖Ver（8月11日、電脳ラスプーチン）
- おもらし監禁飼育日誌（8月12日、三和出版）
- エクストリームプレミアムマッチ VOLUME.11（8月19日、バトル）
- BWP NEXT08 興行（8月26日、バトル）
- 【健康的な部活っ子限定】部活帰りのウブ女子校生をマ○コばかになるまで突きまくる!強制開発鬼マッサージ。2nd Season（9月22日、ひよこ）
- セクシー女子ボクシング 04（9月23日、バトル）
- FGI 02 興行（9月30日、バトル）
- 満員ムレムレ黒タイツ女子○校生エレベーター 湿度300％超…下校直後でムレた色々なデニール数の黒タイツに挟まれ踏まれ何度も射精させられるっ！【同時収録】満員ぎゅうぎゅう汗だく黒タイツサウナ（10月4日、ディープス）
- ガチンコ全裸レズバトルリターンズ 2（10月6日、ROCKET）
- 【機械姦】工業学科の無垢な少女を超激烈ピストンバイブ実習（10月18日、ドグマ）
- レズバトルプライド 07（10月21日、バトル）
- 超清純派に見えてむっつりエロま●こななちゃん メチャクチャにされたい美少女ナマ輪● 本物ザーメン連続中出しで膣から大逆流（10月25日、ケイ・エム・プロデュース）
- Wいじめ 2～F県S市/強制性処理記録→校内保健室睡眠●・脅しイラマ・ノーパン散歩・強制レズ・服従3P姦～（11月3日、素人39）
- ドミネーションオンリー女子ボクシング 2（11月4日、バトル）
- PRO-STYLE THE BEST NEO VII（11月4日、バトル）
- BWP プロボクシング06 興行（11月25日、バトル）
- NEWドミネーションガールズ 01（12月2日、SUPER SONIC SATELLITES）
- みつめてチューミッドナイト。ほんわかわんちゃん系セフレと過ごすイチャキスお泊まり会。（12月6日、こぐま）
- いいなりマゾ少女 とあるオヤジに躾けられた調教済み女子を借りて一泊二日のいいなり温泉旅行（12月8日、DANDY）
- 栗の華の匂いと愛液に塗れた、御籠りセックス。（12月13日、オーロラプロジェクト・アネックス）
- NEW MEGA FIGHT 01 新垣ひとみvs前乃菜（12月16日、バトル）
- BWP NEXT09 興行（12月16日、バトル）
- 激闘スペシャルMIX男女混合タッグマッチ 新垣ひとみ&前乃菜々組vs男子レスラー組（12月16日、バトル）
- 地下ファイト男女混合マッチ 02（12月23日、地下ファイト）
- BATTLE CHAMPIONS TOURNAMENT Aブロック準決勝（12月27日、バトル）
- 工事現場で作業員に拉致され宙吊り拘束輪姦（12月27日、Hunter）
- ムチムチ制服ボディの卑猥な敏感おま●こに中出し挿入 File2（12月27日、ホームルーム/妄想族）

- 「もう同級生は飽きちゃった！大人チ○チン見せてよ」とボクを誘惑してくる姪っ子！素朴で真面目そうだが実はクラスの男子を食い尽くすほどのヤリマン（1月10日、Hunter）
- ULTRA SWEET 赤貝 軟体美少女玩具化調教 ～幼肉強●絶頂終わりなき逝き地獄～（1月24日、AVS collector’s）
- エロマンガ好きの陰キャなオタク義妹とその友達がボクのチ○ポで脱二次元乱交！突然出来た義妹は全く打ち解けられない陰キャ！だけど義妹の頭の中は…（1月24日、Hunter）
- 拘束野外レ○プ！！ 山道を歩いていた田舎娘を捕まえて速攻拉致！紙袋を頭から被せて鉄・麻縄・拘束具を用いて抵抗出来ない状態での拷問的○姦セックス！ なな（1月24日、グローリークエスト）
- 陸上部女子の汗だく尻にフル勃起！ユニフォーム姿の陸上部員の怪我の介抱とマッサージをする事になった補欠未満のボク。走るのは速くならないけど（2月14日、Hunter）
- 激しく振動するリモコンバイブをオマ●コに入れたまま部屋のどこかに隠されたスイッチ探し出し膣内バイブを止められれば100万円！（2月14日、ROYAL）
- 押しに弱いエステティシャンへハミ出し勃起チ○ポをアソコに押し当てパンツ越し先っぽグリグリ挿入！ 欲しがるまで焦らしコスればナマSEXできちゃうのか？Vol.8（3月21日、はじめ企画）
- 新恋するおむつ少女 夜尿症セカンド・ラブ（4月14日、三和出版）
- 家出娘 監禁バスルーム連鎖レ×プ（5月9日、Hunter）
- 体育会系スポーツ女子は膣内筋肉が発達しているよ汗だく汁だくアスリートファック!!（6月15日、LEO）
- 顔出しMM号 陸上部限定 ザ・マジックミラー デカ尻女子大生が先っぽ1cm挿入のディルド空気イスに挑戦！寸止めに耐えきれずに一気に奥まで挿入でビクンビクン大絶頂！大量潮吹きしながら腰振りイキが止まらない！！（6月20日、ディープス）
- 縄・少女妻（7月18日、ドグマ）
- 全力鼻フック（7月20日、レイディックス）
- これが令和のガチ夜這いセックス！実家暮らしの女の子（8月1日、こぐま）
- THE SEX FIGHT ZONE Vol.01（8月4日、SUPER SONIC SATELLITES）
- こんなお尻見せつけられたら後ろから種付けしたくなるのは仕方がない… 3（8月10日、LEO）
- カスタムマッチMIXED FIGHT 26（8月18日、バトル）
- BWP タイトルマッチ Vol.06（8月18日、バトル）
- 激狂クラゲ拷問-昇天媚肉改造研究所- 01:恐ろしき実験の餌食となる女子プロレスラー（8月22日、BabyEntertainment）
- カスタムマッチMIXED FIGHT 27（8月25日、バトル）
- MIXED TAG ProWrestling乱 04（8月25日、バトル）
- W Ma○ko Device BondageV 鉄拘束マ○コ拷問（9月5日、グローリークエスト）
- PRO-STYLE THE BEST NEO X（9月8日、バトル）
- すけべで下品な親方が風俗嬢を悦ばせるため陰茎増大手術した魔改造25cm巨砲で術後の試し撃ちをされメロメロにされた僕の妻（9月12日、JET映像）
- 今からキミの親友を片っ端からレ×プします。（9月12日、Hunter）
- 地下ファイト男女混合マッチ 変則タッグ2vs1戦 02（9月15日、地下ファイト）
- プロレズリングファイト GREAT08（9月22日、バトル）
- BWPボクシング08開催記念スペシャルマッチ　女子プロボクサーはアナタの為に闘う（9月22日、バトル）
- FGI 03 興行（9月29日、バトル）
- 銀粉監禁令嬢（10月1日、バミューダ）
- 腹パンチMIX BOXING Groggy Round.2（10月6日、バトル）
- 「絶対に目を開けちゃダメだよ」「開けなければずっとここで生活できるからね」義父は私に初めて売春をさせる時こう言いました。（10月10日、Hunter）
- 「お兄ちゃん…コレって悪い事じゃないの？」「しっかり皮も剥いて洗えよ」「なんか大きくなってるよ…」「白いの出てきたら全部飲めよ」…2（10月10日、Hunter）
- 「みんなでエッチな思い出作ろうよ！」可愛いクラスメイト女子とヤリまくり！男はボク1人ぼっちの修学旅行でハーレム乱交！去年まで女子校だった…（10月10日、Hunter）
- 聖銃士シスターナディア ～魔鏡打破への賭け～（10月13日、GIGA）
- 顔出しMM号 女子大生限定 ザ・マジックミラー 勝てば100万円！負ければ即ハメ！日米対抗野球拳！海外デカち○ぽをぶち込まれ何度イってもやめてくれないガン突きピストン！全員生中出し！！（10月17日、ディープス）
- 縛る（10月17日、ドグマ）
- プロレズリングファイト GREAT09（10月20日、バトル）
- Executioner 生贄は二度死ぬ 04（10月30日、バトル）
- PRO-STYLE THE BEST NEO XI（10月30日、バトル）
- BWP バトルワールドプロボクシング08（11月3日、バトル）
- スぺレズ（11月14日、ROOKIE）
- ドミネーションオンリー女子プロレス　SPECIAL01（11月17日、バトル）
- BATTLE CHAMPIONS TOURNAMENT 2023-2024 Aブロック第一試合（11月24日、バトル）
- 『バレずにイケる？』教室でスカート内ちょいハメSEX！エッチな女子〇生の間で流行ってます！教室で小悪魔女子による休み時間＆放課後の危険な遊び（11月28日、Hunter）
- 女子プロレス特別編　THE RIVAL 02（12月1日、Mythos-ミュートス-）
- 一般男女モニタリングAV マジックミラーの向こうには再婚したての母親！新しいパパは黒人！女子○校生の娘と新しいお父さんが2人っきりの密室で1発10万円の連続射精SEXに挑戦！未発達なキツキツオマ○コに外国サイズの黒デカチ○ポをねじ込まれ衝撃ピストンが子宮に直撃！…（12月5日、ディープス）
- BWP NEXT 11（12月8日、バトル）
- 「先生、エッチなお勉強教えてください」家庭教師を誘惑してこっそり生ハメ要求！親のそばでバレないようにギリギリのスリルを楽しむ小悪魔清楚J系。（12月12日、Hunter）
- お触り厳禁のメンエス店でお高くとまったメンエス嬢に思いきりビンタして激しくイラマしたら大人しくヤラせてくれた時のお話（12月12日、Hunter）
- 絶頂輪廻の高層椅子3 女体を襲う危険な強●昇天装置！気がオカシクなるまで地獄は続く（12月12日、BabyEntertainment）
- Mドラッグ 女体肉便器（12月19日、ドグマ）
- 濡れてテカってピッタリ密着 神競泳水着 可愛い女子の競泳水着姿をじっとりと堪能！着替え盗撮から始まり貧乳から巨乳にパイパン、ハミ毛、ジョリワキ等のフェチ接写やローションソーププレイや競泳水着ぶっかけ等を完全着衣で楽しむAV（12月21日、親父の個撮）
- バトルファッカーズ・敗北の女戦士 09（12月22日、SUPER SONIC SATELLITES）
- プロレズリングファイト GREAT10（12月22日、バトル）
- 午前10時、学校どうしたの… 美少女が学校をサボったら、知らないおじさんに騙され、脅され、ヤられてしまいました。（12月23日、ビッグモーカル）
- 「体冷えちゃったから温めて…」ゲリラ豪雨でズブ濡れ透けブラ状態のマネージャーと部室で2人きり！気まずい空気だがスケスケなブラから目が離せず…（12月26日、Hunter）
- 人妻さんいらっしゃい 僕の自宅でハメ狂った熟女さんをひっそりすべて盗撮しました。13 祐美子さん/Eカップ/39才/スレンダー妻の超欲求不満淫乱不倫 優菜さん/Eカップ/31才/年下好きで硬いチ●ポ欲する欲求不満妻（12月26日、お持ち帰り）

- NEW MEGA FIGHT 02（1月1日、バトル）
- バトルファッカープロレスリング12（1月12日、バトル）
- 対面MIXボクシング06（1月19日、バトル）
- BWP story 06（1月19日、バトル）
- 一般男女モニタリングAV ラブラブカップル限定 影絵に挑戦！ドキドキ寝取られシルエットクイズ！2 布越しに彼氏に見られているのに女子大生がデカチンSEXで生中出し！（1月23日、ディープス）
- BWP11　興行　（1月26日、バトル）
- セクシー女子ボクシング 06（2月2日、バトル）
- BWP story 07（2月9日、バトル）
- バトルファッカーズ・敗北の女戦士 11（2月23日、SUPER SONIC SATELLITES）
- 和とみやびの緊縛館 Vol.13（3月1日、和とみやびの緊縛館）
- 素人参加バラエティ 運動部コーチと教え子が挑戦する潮とザーメン同時発射ゲーム！遠征費の為に、禁断の中出しSEXまでしちゃうの！？（3月7日、サディスティックヴィレッジ）
- 拷問肉達磨 第ニ章（3月19日、ドグマ）[13]
- 喉奥破壊イラマチオ 強●嘔吐まみれ（3月20日、AEGEAN）
- 地下ファイト男女混合マッチ 変則タッグ2vs1戦 03（3月22日、地下ファイト）
- 地下プロレス男女混合物語ソロエディション 01（3月22日、バトル）
- 腹パンチ破壊 全編腹パンチ（3月26日、ブラックドッグ）
- 『私が童貞卒業させてあげる！』『ダメ！私が卒業させる！』『イヤわたし！』3人の幼馴染がボクの童貞を奪い合い！誰にしようか困ってしまうが…。（3月26日、Hunter）
- BWP story 08（4月5日、バトル）
- 女子陸上部員がボクのマッサージでユニフォーム越しでも分かるほど股間を濡らして淫乱発情！幼馴染のボクに次々とマッサージをお願いしに来る。（4月9日、Hunter）
- ニーハイ×ミニスカ=絶対領域パンチラ！学校は99％女子しかいない！だから女子は皆、無防備で毎日絶対領域パンチラ天国です！陰キャなボクでも…（4月9日、Hunter）
- 同窓会でエロい人妻に成長した初恋の女とヤッちゃった！廊下やトイレや主人の留守宅に無防備パンチラで誘われラッキーSEXできたもんね！（4月11日、SWITCH）
- 恋の罪 湯けむり48時間ペット調教ごっくん旅 なな（4月23日、たんぽぽ）
- 義姉（兄貴の嫁）から旦那とのセックスに満足できず欲求不満で頭がおかしくなりそうと電話があって、日帰り出張で不在の間にこっそり会うことに。 旦那を駅まで迎えに行かなきゃいけない夜9時まで、絶倫チ●ポの友人を集めてセックス漬け17発 めちゃくちゃ中出し…（4月23日、本中）
- レズバトルプライド 26（4月26日、バトル）
- MIXED TAG ProWrestling乱 07（4月26日、バトル）
- BWP story 09（4月26日、バトル）
- BWP　BOXING 09　興行（4月26日、バトル）
- BATTLE CHAMPIONS TOURNAMENT 2023-2024 Aブロック準決勝（5月3日、バトル）
- バトルファッカーズ・敗北の女戦士 12（5月17日、SUPER SONIC SATELLITES）
- セクシーキャットリング08（5月17日、バトル）
- 一般男女モニタリングAV 女子大生限定！固定バイブでドミノ倒しチャレンジ！快感に耐えて制限時間以内にクリアできたら賞金100万円！うねりが止まらないバイブに思わず痙攣イキ連発でタイムオーバー！感度があがったJDオマ○コに罰ゲームのデカチン即ハメ！即のけぞり絶…（5月21日、ディープス）
- 上司の息子の家庭教師をお願いされて…成績伸ばしたいなら先生とTTM×SSMゲームしない？？凄テクに我慢できたらご褒美中出し！！ （5月21日、ムーディーズ）
- 社員旅行で美人女子社員たちと男はボク1人の夢の王様ゲームで大乱交！日常を離れ、温泉宿でまさかの激エロ体験出来ちゃいました！ 2（5月28日、Hunter）
- 悶絶くすぐり地獄 05（6月6日、バミューダ）
- 女子社員の黒パンストから透けたパンチラがエロ過ぎて、会社や出張先でパンスト穿いたままチ○ポ挿しこませてもらった（6月6日、SWITCH）
- リングシューズ狩人SP 狙われた美少女プロレスラー!!（6月7日、アキバコム）
- 妻の連れ子のパンチラ誘惑！オイルマッサージを頼まれ発育中の肉体を触ってると我慢できなくなりヤッちゃいました（6月7日、ヒビノ）
- BWP story 13（6月7日、バトル）
- 見た目も性格も正反対の妹2人がボクのデカチンを奪い合い！全く似てない2人だけどチ○ポの好みだけは一緒！妹たちからモテまくるボクのハーレム性活（6月11日、Hunter）
- 新任女教師 純情肉便器（6月18日、ドグマ）
- 父の再婚で同居することになった義母と義娘姉妹のスケベぇなカラダ！ミニスカパンチラや風呂で裸を見せつけられ、フル勃起チ○ポが隠せない。禁断エッチこっそりヤッちゃうしかありません！！ （6月20日、SWITCH）
- リピーター続出！お触りNGなのにお願いされたら断れない新人エステ嬢は立ちバックで生挿入！足がガクブル痙攣イキ！4 出張エステをお願いすると（6月25日、Hunter）
- BWP story 16（6月28日、バトル）
- レズバトルプライド 27（6月28日、バトル）
- 激闘スペシャルMIX男女混合タッグマッチ　YUE&前乃菜々VS男子レスラー組（7月12日、バトル）
- MIXED TAG ProWrestling乱 08（7月19日、バトル）
- プロレズリング Special Vol.15（7月19日、バトル）
- BWP story 19（7月19日、バトル）
- BATTLE CHAMPIONS TOURNAMENT 2023-2024 決勝戦（7月26日、バトル）
- BWP　NEXT 12　興行（7月26日、バトル）
- セクシーキャットリング16（8月2日、バトル）
- 義兄に寝取られ堕ちた若妻（8月8日、センタービレッジ）
- 何気ない日常に舞い降りたうっかり女子が巻き起こすスケベ過ぎるエロい1日！うっかり天然女子に奇跡の遭遇でラッキースケベ体験！（8月13日、Hunter）
- だれとでも定額挿れ放題 銀行編4 その地方銀行はお金以外に、おち○ちんも銀行内の職員なら営業時間中は誰にでも出し挿れ自由、挿れ放題！（8月13日、Hunter）
- BWP story 20（8月16日、バトル）
- 同級生 親友に寝取られ、寝取り、スワッピングまで。でも明るい未来。（8月20日、ドグマ）
- AV女優ゼンタイ化6（8月31日、SHANGRILA）
- BWP インタージェンダー男勝ち Vol.18（9月6日、バトル）
- 突然できた義理の姉妹は超歪んだ関係。義姉は義妹をおもちゃの様に扱い義妹は超気が弱く義姉の言いなり！しかも義姉は超スケベ！義妹は超優等生で…（9月10日、Hunter）
- マーゾウルフ 5人のドM女優から偽マゾを見つけろ！（9月12日、ROCKET）
- おいでよ！ 日本女子○生博覧会-ジョシ博！！- 6種＋1のパビリオン・ブースを開設！ 乳比べ！キス比べ！ハメ比べ！で女子○生の生態を徹底究明！（9月12日、SODクリエイト）
- ヒロインハメ撮り 聖炎戦隊バーンレンジャー バーンピンク編（9月13日、GIGA）
- 街中ゲリラナンパMM便15周年！顔出し解禁！マスク美女の歯科衛生士 初めてのじゅぼじゅぼバキュームノーハンドフェラ編 総発射16発！8人全員SEXスペシャル！マジックミラー便 マスクに隠された素顔が美しいお姉さんが丁寧にチ○ポをしゃぶり尽くす神フェラSEX（9月17日、ディープス）
- BWPボクシングVol.91 妄想ボクシング（9月20日、バトル）
- FGI04 興行（9月27日、バトル）
- 緊縛調教妻 旦那の為に常務に抱かれた従順な幼妻は、夫に内緒で何度も縛られ犯されマゾ開花する…（10月8日、グローバルメディアアネックス）
- 温泉女子の尻は、いいぞ。効能で磨きがかかった美尻に種付けし、泣き叫ぶ旅館に早変わり。（10月8日、ケイ・エム・プロデュース）
- THE SEX FIGHT ZONE Vol.03（10月18日、SUPER SONIC SATELLITES）
- 射精依存改善治療センター 本庄鈴 異常性欲に苦しむ絶倫ち〇ぽを医療従事者・Hさん（既婚）がサポートします（10月24日、SODクリエイト）
- BWP BOXING 10 興行（10月25日、バトル）
- BWP story 25（10月25日、バトル）
- BWP Vol.93 高く険しい壁に挑戦する意志（11月1日、バトル）
- 女子●生 蛇縛輪姦（11月5日、アタッカーズ）
- スーパーレディー 狙われたS 軟体種付け地獄（11月8日、GIGA）
- 地下プロレス男女混合物語04（11月15日、バトル）
- BWP NEXT 13 興行（11月22日、バトル）
- 地下ファイト男女混合マッチ 変則タッグ2vs1戦 04（11月22日、地下ファイト）
- 軟体美女がハマってしまった隙間 無防備な顔と下半身をハメ放題凌辱 嵌って挿入られ虜っちゃう！（11月26日、AVS collector’s）
- カメラの前でおしっこする女 5（11月26日、グローリークエスト）
- BWP story 29（12月6日、バトル）
- PRO-STYLE THE BEST NEO XIII（12月13日、バトル）
- 拘束レズフィスト（12月17日、ドグマ）
- 女子プロレスプライド 09（12月20日、バトル）
- 「えっ！？コレが実習？」エステ専門学校に入学したら男はボク1人！実習はタオル1枚の女子の体を触りまくり！ボクの股間は触られまくりでフル勃起6（12月24日、Hunter）
- レズバトルプライド 35（12月27日、バトル）

- ミスキャンパス女子大生限定 大学対抗！顔面ぶっかけ野球拳！勝てば100万円！負ければ顔射＆即ハメ！ミスコンで誰もが目を奪われた美少女が大量チ○ポ汁まみれ！何度イってもやめないデカチン追撃ピストンで生中出し！（1月7日、ディープス）
- レズバトルフィールド 37（1月17日、バトル）
- バトルファッカーON THE BOXING 03（1月17日、バトル）
- 女子プロレスプライド 11（1月17日、バトル）
- 女子プロレスプライド 13（1月24日、バトル）
- BWP12 興行（1月24日、バトル）
- 聖心特装隊セイントフォース＋1 闇に堕ちた聖女、蘇る魔剣（1月24日、GIGA）
- ドM淑女限定倶楽部 首絞め失禁白目イキ鑑賞 マゾ女オークション衝撃の痴態プレゼン品評会（1月28日、AVS collector’s）
- 女虐めボクシング04 前乃菜々編（1月31日、バトル）
- 新人女子レスラー可愛がり! 01（1月31日、バトル）
- バトルファッカーON THE RING 14（2月7日、バトル）
- 女子プロレスプライド 16（2月7日、バトル）
- 濡れた小麦肌の美少女とびしょびしょイキまくり中出しSEX！（2月20日、hawaii）
- 金粉バレリーナ（3月6日、バミューダ）
- 昼下がりの人妻が夫の留守宅でエステサロン始め、近所の男たちの勃起しっぱなしの絶倫チ〇ポに辛抱できず、夫に内緒で挿入して何度もイカされた。（3月6日、SWITCH）
- BATTLE CHAMPIONS TOURNAMENT 2024-2025 Bブロック第一試合（3月7日、バトル）
- 時間停止レ●プ ～止まらない地獄の連鎖～（3月11日、Hunter）
- 女囚拷問（3月18日、ドグマ）[15]
- さよならのむこうがわ（3月18日、たんぽぽ/妄想族）
- 闇病みボクシング 01（3月21日、バトル）
- 妄想女子プロレス改Vol.5（3月21日、SUPER SONIC SATELLITES）
- PRO-STYLE THE BEST NEO XIV（3月28日、バトル）
- バトルファッカーズ・敗北の女戦士 18（3月28日、SUPER SONIC SATELLITES）
- 惑星戦隊アースマン 後編（4月11日、GIGA）
- THE SEX FIGHT ZONE Vol.05（4月18日、SUPER SONIC SATELLITES）
- HowTo首絞め あなたは安全な首絞めしてますか？誰も教えてくれなかった『愛ある首絞め』（4月24日、AEGEAN）
- 黒人の巨チンにハマってしまった美人OL2人（4月24日、AEGEAN）
- スパンデクサーコスモエンジェル スパンデクサー 最愛の弱点（4月25日、GIGA）
- 女子プロレスプライド 23（4月25日、バトル）
- BWP13 興行（4月25日、バトル）
- トップレス女子ボクシングコロシアム 3（4月25日、バトル）
- SEXプロレスリング 03（4月25日、バトル）
- 腹パンチ好き彼女～百合サイド～SPECIAL 05（5月2日、バトル）
- スペシャルMIXマッチ（5月2日、バトル）
- マゾ女を徹底支配する絶対女帝（5月6日、グローリークエスト）
- 恥じらいたっぷり素人女子大生カップルが挑戦！なりきりダッチワイフゲーム！動いちゃダメ！声だしちゃダメ！感じちゃダメ！！彼氏が見ている目の前で絶倫AV男優の凄テクに耐えることが出来たら賞金100万円！イってしまうと即ズボ生ハメ生中出しSEX！（5月9日、赤面女子）
- マ○コガチャ無差別レ×プ3（5月13日、Hunter）
- ［原液J○1cm1万円のギリギリディルドチャレンジ！］「先っちょだけなら…」って言ってたのに極太ディルドのマ○コ奥刺激が快感すぎてズボズボ…ズボッと全挿入！「こんなに大きいの初めて…」膣奥にガンガン当たる初めての快感に発情腰ふり！恥ずかしお漏らし潮！潮！潮！（5月13日、脱ぐのは恥だがペニス立つ）
- 美女のお顔をぶっ壊す！（5月22日、レイディックス）
- モテないボクたちの文化祭の模擬店は…脱衣ツイ〇ターゲーム！偏差値低めのボクたちが考えた文化祭の出し物。それは…体が超密着するツイ〇ターゲーム（5月27日、Hunter）
- 新リバーシブル女子ボクシング 06（6月6日、バトル）
- 羽ばたく！AV引退 最後のSM、最後の中出しSEX。（6月24日、本中）

### アダルトビデオ -VR-
- ロフトの下でサークルの友人がセックスしはじめて… 涼風えみ（7月13日、SODクリエイト）※涼風えみ名義
- 開脚アナル見せオナニー（8月24日、ケイ・エム・プロデュース）
- カラダが柔らかい女のVR 前乃菜々（9月3日、KMPVR-bibi-）
- Bunny Girl VR Palace（9月11日、ケイ・エム・プロデュース）
- 教え子と…担任と月に一度の秘密の関係 菜々（9月17日、unfinished）
- 天井特化アングルVR〜キス・顔舐め・顔騎編〜（9月24日、ケイ・エム・プロデュース）
- 「本当に大好きなの！」「彼女にしてくれなくても良いから…私をいつでも好きにして…」ボクの事が大好きな幼馴染は都合の良い従順女子！…ちかちゃん（9月29日、ジャックポットシステム）
- 3年4組の文化祭の模擬店は…ゴーゴーバー 私立のお嬢様○校の文化祭。毎年行列のできる大人気の模擬店は『ゴーゴーバー』。机をステージに見立てた舞台で怪しく腰をくねらせ女子がアピール！お気に入りを見つけたら番号を指名して連れ出しへGO！（10月20日、Hunter）
- HQ 劇的超高画質 真面目で厳しい生徒会長 俺の前ではデレデレ甘えん坊な可愛い女の子（10月27日、ブイワンVR）
- 女ハ男ヲ目デ犯ス ver.制服美少女（11月2日、ワープエンタテインメント）
- 自粛生活でなまった体をトレーニングとオナニーですっきりしようVR（11月6日、ケイ・エム・プロデュース）
- 先生大好き！同時に告白してきた新体操の教え子2人と軟体3Pハーレムセックス（12月11日、ナチュラルハイ）
- 都会から自然教室に来た3年2組の女の子〜キャンプ場管理人による日焼け美少女わいせつ性交〜（12月31日、TMA）

- 修学旅行の夜に女子の部屋にデカチンという理由で呼び出され憧れのあの子と公開SEX（1月8日、ナチュラルハイ）
- AV監督になって素人娘のスケベな裸を間近でガン見！ねっとり女体観察inマジックミラー号 そのまま生ハメSEX SP（1月11日、SODクリエイト）
- 【私、イメトレだけは万全ですっ！】エッチなことで頭がいっぱいなウブっ子と近所の公園でこっそり触りあいっこ（2月15日、SODクリエイト）
- HQ60fps 優等生の裏の顔 パパ活の斡旋をする制服娘に孕ませ中出し制裁！（2月19日、TEPPAN VR）
- エロ漫画の様な超エッチでモテモテな青春を体験してみませんか？こんな青春を送りたかった〜VR 部活の後輩美人マネージャーたちがボクの取り合い！！とにかく二人ともボクの事が大好きみたいで、他の部員には冷たく、とにかくボクにだけは優しいんです！！しかも…（3月16日、Hunter）
- そなたに時間を止める能力を授けよう！謎のストップウォッチで時間を止めて、ナースも女医もかわいい入院患者も好き放題のヤリ放題！！時間停止VR 病院編（6月8日、Hunter）
- 完全真上アングル 勃起チ○ポに興味深々な姪っ子2人に見降ろされながら中出しSEXしてしまった（7月7日、ナチュラルハイ）
- あなたはどこでヌく？最初から最後まで210分全部がヌキどころ！！水着メーカー新人女子社員と数珠繋ぎSEX！！失敗続きの就活でやっと入れた女性用水着メーカー。女性社員ばかりで会社になじめず暇さえあればロッカールームでサボってばかりのボクは、毎日のように…（10月5日、お夜食カンパニー）
- 近所のおませな女の子に趣味用に借りた僕の隠れ家を占拠されたけど…だるまさん転んだをしたり、野ションを見せてもらったり、リモバイ当てゲームで盛り上がったり、ハメ比べっこもできて、とても楽しい。（10月8日、ナチュラルハイ）
- 汗だく史上No.1！！ 真夏の車中泊VR 極狭空間！しぶきをあげる汗！密着汗だら～SEX体験！！（11月17日、ワンズファクトリー）

- 史上最凶のイラマチオアングル 凄惨すぎる喉レ○プ！えづき音もよだれ量も過去最高MAX！180°全イラマアングル完全フォローで喉ぶっ壊しVR決定版！！（5月18日、ワンズファクトリー）
- バイト先の飲み会で酔いつぶれたボクが担ぎ込まれたのは、あまりしゃべったことがない『ヤリマン』と噂の先輩が暮らす男日照りで、性欲が溜まりに溜まった女子たちが住む男子禁制のシェアハウス！（6月15日、Hunter）
- 膣ドン特化VR ～「挿入ってるところ近くで見せて」上から打ち下ろす種付けまんぐりプレスをお願いされて何度も浮気中出し！僕を誘惑する彼女の友達は寝取り好きな小悪魔っ娘～ 前乃菜々（10月21日、ナチュラルハイ）

- ボクの部屋はいつの間にかワケあり家出少女たちの溜まり場！Hは決して嫌がらないし何度、中に出しても文句言わない。（10月11日、お夜食カンパニー）
- 両親にも友達にも愛されなかった不登校のボク、唯一優しかった妹もボクに内緒で彼氏をつくり、、、嫉妬に狂ったボクは彼氏とヤル気満々で出かけようとする妹を抑えつけてレ×プした。（11月30日、SODクリエイト）

- エモい女の子/恥じらいAV出演（デビュー）/涼風えみ（23）/社会人一年目/身長157cm/Bカップ/人見知りでシャイな性格（3月24日、SODクリエイト）※涼風えみ名義
- エモい女の子/初・浅草デート◆/ほろ酔いハメ撮り/涼風えみ（23）/関西で一人暮らし中/好きな体位「バック」/オナニーは「たまに」/電マ好き（4月7日、SODクリエイト）※涼風えみ名義
- エモい女の子/3回目の撮影/初・スタジオ撮り/AV的なSEX/涼風えみ（23）/明るい場所で/かなり緊張/ぱぁ〜っと糸引く/粘り気あるマン汁（4月28日、SODクリエイト）※涼風えみ名義
- エモい女の子/4回目の撮影/新人クンをリードしてみよう♪/回転ベッド/昭和なラブホ/平成生まれの二人/涼風えみ（23）（5月11日、SODクリエイト）※涼風えみ名義
- エモい女の子/5回目の撮影/初めての中出し/イラマチオ/スパンキング/首絞め/ドスケベ女でごめんなさい/涼風えみ（23）（5月29日、SODクリエイト）※涼風えみ名義
- エモい女の子/6回目の撮影/4P輪●中出し/飲酒/首輪で四つん這い/おチ●ポもっとください/涼風えみ（23）（7月3日、SODクリエイト）※涼風えみ名義
- マジ軟派、初撮。 1502 雨の秋葉原で自ら傘を壊してみた！心配して声をかけてくれた優しさ溢れる京都弁美少女！独り身の寂しさに付け込んで詰め寄ると…？普段は穏やかだけど、気持ち良くなると大きな声になっちゃうのが愛くるしい♪（7月11日、ナンパTV）
- 百戦錬磨のナンパ師のヤリ部屋で、連れ込みSEX隠し撮り 166 関西弁のロリ系美少女をお持ち帰り♪幼いルックスからは想像できない色っぽい喘ぎ声でよがりまくる敏感ガール！（7月19日、ナンパTV）
- 【超SSS激カワ会社員】26歳【清潔感が逆にエロい】ななちゃん参上！仕事帰りにAV出演する彼女の応募理由は『最近、婚約が破談になりまして…』エッチの勉強にヤって来た！？たまに出る関西弁が強烈可愛い！【心の傷はカラダで癒す】清楚な女が乱れ感じ続ける絶頂イキまくりSEXを見逃すな！（7月21日、ARA）
- nana（7月21日、港区女子）
- 【配信専用】「変態なんですね…」美少女J●が淫語連発！！羞恥と快楽でM男責め！！（7月7日、プレステージ）
- 【初撮り】【妹系のモテ顔女子】【大量の潮を漏らして】妹にしたいランキング1位の清楚系受付嬢。とびっきりの笑顔を快感で歪め、甘えた声で快感を告げる彼女は.. ネットでAV応募→AV体験撮影 1309（8月8日、シロウトTV）
- 【関西弁！軟体！中出し！！】タイトスーツ美少女とサボり旅したら終始笑顔が可愛すぎるwwしかもナンパ彼氏にいっつも中出しされてるだって！？彼氏の言いなりドM女ちゃんにどっぷりNTR中出し完了！！：今日、会社サボりませんか？19in恵比寿（8月10日、プレステージプレミアム）
- ななみなな（8月26日、MOON FORCE）
- 菜々「まだイったらダメやで？」幼い顔してムッツリちゃん！連続寸止めピストンに逆襲杭打ち騎乗位！ハジメテの公開オナニー&ナマ中出しでオトナの階段を駆け上る純情J○！【菜々ちゃん(彼女)とおじさん(彼氏)の特別な一日】（9月4日、しろうとまんまん）
- はんなり京都弁が抜けきらない新人看護師 菜々さんの初めてのチ○ポ観察＆献身的な手コキニックで即射 前乃菜々（9月24日、アキノリ）
- こう（10月6日、性帝サウザー）
- 現役JKの従妹をエロく育てます！新シリーズ①【特典付き】（妹売ります）（10月8日、Pcolle）
- ②現役JKの従妹はオ○ニーを覚えた！【特典付き】（妹売ります）（10月16日、Pcolle）
- 3大特典付き【電車痴漢】★2周年記念第1弾★とっておき最強美少女★過去最もあどけないのに潮吹き4回＆濃厚本気汁がチ○コにべっとり（10月16日、Pcolle/ゆず故障）
- ③JK従妹もお風呂でシャワオナしてました【特典付き】（妹売ります）（10月30日、Pcolle）
- JKの従妹をついに睡○姦【最終回】（妹売ります）（11月13日、Pcolle）
- ななこ（11月18日、＃素人裏アカウント ちょっぴり激しいの好き）
- ぶっかけ伝説 ザーメン吐放流 30 前乃菜々（11月23日、ふらすぴ）
- 【バカッターエロ動画】 「え！？こんな場所で！！」 絶対バレてはいけないスリル満点こっそりフェラ2（11月26日、アキノリ）
- なな（11月27日、おっぱいちゃん）
- なな 2（12月10日、おっぱいちゃん）
- なな（12月10日、俺の素人-Z-）

- なな（1月2日、S-CUTE）
- チ○ポが号泣する痴女っこの快楽ループ責めで…ぶしゃっと男潮！ 軟体ちゃん（1月25日、ナチュラルハイ）
- FC2 個撮)フェラ顔見られるの恥ずかしい【ネットリ吸着】ごっくんフェラチオ（3月8日、【フェラチオハンター】りょう）
- 《うぶかわいい》【電車痴漢】【自宅盗撮】【睡眠姦】白ポロシャツのKちゃん 純白P ＃49（3月16日、Pcolle/ましりと）
- 【嗚咽しまくりっ！イラマチオ10分間でどれだけ唾液が出せるかチャレンジ☆】（3月19日、XCREAM/素人以上 AV未満 ～DIRECTORS BY 私～）
- Nちゃん（4月1日、ゆず故障）
- 【道端で唾液だらだらセルフ羞恥！白昼堂々口枷散歩☆】（4月2日、XCREAM/素人以上 AV未満 ～DIRECTORS BY 私～）
- おむゆり 仲よし2人の尊いオムツ女子会 ＃01 菜々と澪の濡れたパンツと紙オムツ（4月16日、三和エロティカ）
- おむゆり 仲よし2人の尊いオムツ女子会 ＃02 布オムツに苦戦しつつもエンジョイする菜々と澪（4月16日、三和エロティカ）
- ラグジュTV 1396 美人ヨガインストラクターが溜まった性欲を発散するためAV出演！ヨガで培った柔軟な股関節、大胆な開脚は圧巻！ピストンされるたび揺れ躍る肉尻は必見！！（4月26日、ラグジュTV）
- 【妹盗撮14日分】軟体JK③の日常生活 お昼寝中尻ぶっかけ・泡泡洗体・Y字ストレッチ（5月24日、Pcolle/スッパイカム）
- なな（5月25日、Girl’s Blue）
- 【電車痴漢】研修帰りの新卒リクスーOLがパンシミべっとりで車内連続潮吹き＊バイブ＆イラマ上下責めから生ハメ中出し【高画質】（5月27日、Pcolle/ちゃおず）
- 軟体JK③妹 家庭内 睡眠姦 深夜1時過ぎ 膣出し→顔射（5月28日、Pcolle/スッパイカム）
- Nちゃん（6月4日、俺の素人-Z-）
- 親公認援交 お母さんには内緒の中出しセックス なな（6月7日、黒船）
- オイル 汗だく 全力SEX 女子○生とつきあってみた【個人撮影】体操部 黒髪褐色 1○歳 なな（6月26日、 	INITIUM）
- 鬼イラマ 無慈悲な寝バック この子に中出し【個人撮影】体操部 黒髪褐色 1○歳 なな（6月26日、INITIUM）
- N49ちゃん（7月23日、蜃気楼）
- Mちゃん（7月23日、ホームメイド）
- 《うぶかわいい》【電車痴漢】【自宅盗撮】【睡眠姦】白ポロシャツのKちゃん 純白P #49（7月23日、蜃気楼）
- ラグジュTV 1461 柔軟な股関節で味わう快感をもう一度！あの美人ヨガインストラクターがラグジュTVに再登場！大胆な開脚で魅せるアクロバティックプレイは必見！（9月24日、ラグジュTV）
- 接客中に顔を紅潮させながら感じまくるバイト娘 牧場の桃尻飼育員（10月11日、ナチュラルハイ）

- なな（1月11日、変態マニア本舗 sacz088）
- 菜々（2月12日、HAPPY FISH）
- なな（3月7日、変態マニア本舗 sacz139）
- 【乱痴気騒ぎ4P神回SP！淫猥な宴のファン感謝祭開幕！ファンタスティック頂上決戦！】串刺しイラマのオンパレード♪止まらないイラマの応酬で悶絶絶句！濃厚ザー汁を口内発射！首絞め悶絶！絶叫コントラスト！喘ぎ声が響き渡る絶頂ループ！凄い！としか言いようがない奇跡のシンクロ！怒涛のコンビネーション！空前絶後のハーモニー！テンション上げ上げ！生ハメ祭り！【女子旅ナンパ＃上京ちゃんが毎度おさわがせします#26ななちゃん（22歳/大学生）＆まいなちゃん（22歳/大学生）の巻】（3月21日、FALENO／FALENO TUBE）
- J○中出しのの。極太ディルドでJ○ウブマン貫通！1cm1万円チャレンジ！撮って出しマジックミラー号（3月28日、サディヴィレナウ！）
- #1 仲良し学生2人 保健室 大量潮●●姦 埼T県立高 前乃菜々 佐野なつ（5月20日、Pcolle/いじめしゃちょー（Ijime））
- #2 JK2人 校内イラマ 舐め合い百合 相互オナ ノーパン散歩 前乃菜々 佐野なつ（5月25日、Pcolle/いじめしゃちょー（Ijime））
- #3 学生2人組 教室内中出し3Pレ●プ 大量潮吹き 前乃菜々 佐野なつ（6月2日、Pcolle/いじめしゃちょー（Ijime））
- 顔面接吻 ～ベロで顔を犯●れる～ 転校生が下品で濃厚なベロキスに目覚め全身ズブ濡れのヨダレ接吻性交（6月2日、アキノリ）
- 【オナニー見てもらえますか？04】えっ？？見るだけっていったじゃないですか？ふぁれのちゅーぶのフェチプチ動画コンテンツ（6月10日、FALENO TUBE）
- 素人娘のフェラ抜きアルバイト おしゃぶり上手なエロ女たちのパパ活ザーメン搾り（7月1日、マックスエー／WING）

- 合宿所で女子部員とポコッたわいせつ映像 2（7月6日、アキノリ）

- 運動部コーチと教え子が挑戦する潮とザーメン同時発射ゲーム！遠征費の為に禁断の中出しSEXまでしちゃうの？～ななみ編～（2月7日、サディヴィレナウ！）
- 同窓会の帰り旦那が留守の彼女の家に誘われて（4月10日、ヒビノ）
- 媚薬オイルマッサージ 痴漢盗撮＆中出し素人娘VOL.55 超強力媚薬を配合したマッサージオイルを施術中に知らずに塗りこまれたオンナは、身体の火照りに驚き、チ〇ポを欲しがる自分に戸惑い、垂れ出したマン汁に恥ずかしがりながらも生ハメ中出しまで欲してしまう！（4月11日、西新宿マッサージ本舗）
- 生意気な同僚女子社員と休日出勤。黒パンストに誘われ軟体な下半身を色んな角度からハメちゃいました（6月7日、ヒビノ）
- なみ＆れみ＆なの（9月18日、黒船提督）
- メンズエステで働きだした真面目な妹と●●●●（2）～毎日キワドイ施術の練習台にされ辛抱たまらず挿れちゃいました（10月4日、パラダイステレビ）
- 【180度大開脚の軟体BODY】裏垢で知り合ったE乳褐色学生(19)との汗だく濃厚中出しSEX映像が流出！！（10月12日、黒船）

- みゆき（1月8日、LadyHunter）

### アダルトビデオ -総集編・オムニバス-
- 前乃菜々で、ヌキまくりの480分！（8月23日、オーロラプロジェクト・アネックス）

- 前乃菜々緊縛SM全集8時間（11月19日、ドグマ）

### イメージビデオ -DVD-
- Nana やわらかポーズマスター（2020年7月16日、REbecca）
- Nana2 なないろすまいるつあー（2022年9月8日、REbecca）
- Nana3 うきうきハイテンション！！（2024年5月16日、REbecca）
- またね。（2024年8月25日、アースダイバー）
- Nana4 完全燃焼ふるすろっとる（2025年1月23日、REbecca）

### イメージビデオ -配信-
- 軟体ポーズオンパレード！！ノーパンパンストで180度開脚・I字バランス！？レオタード（2021年11月24日、LOVEPOP）
- 先生、出してください！軟体ポーズとパンツがいっぱい！ごめんねパンチラ（2021年12月6日、LOVEPOP）
- 股間お尻の形くっきり！綿パンの質感を堪能できる制服吊りスカート（2022年1月30日、LOVEPOP）
- 黒髪清純派美女の限界ギリギリ露出 ボディコン（2022年2月11日、デジグラ）
- ウォーミングアップを眺めていたら... 挑発パンチラ編（2022年3月12日、デジグラ）
- 「ご主人様早く脱いで下さい♪」野球拳編（2022年4月9日、デジグラ）
- 白いドレスとピンクのTバックが眩しい！黒髪軟体美女のウエディングドレス（2022年4月18日、デジグラ）
- 太陽のような無邪気な笑顔でパンツもおっぱいも！わんぱくスタイル（2023年10月4日、LOVEPOP）
- 「本気にさせるのはわたし」魅了決定戦！ユーザー企画（2023年10月12日、LOVEPOP）
- 面接のはずだったが…パンツ全開で軟体ポーズを繰り返す美少女 軟体パンチラ（2023年10月21日、LOVEPOP）
- バレエポーズ満載！笑顔でパンモロ、おっぱい露出でI字バランス！マット運動（2023年11月13日、LOVEPOP）
- 軟体スポーツ女子が笑顔＆ノーパンでI字バランス！セーラー夏（2023年12月10日、LOVEPOP）
- 無垢さあふれる明るい女の子の長いスカートから青色パンツを露わにする！制服シャツ（2023年12月27日、LOVEPOP）
- ノーパンで180度開脚しちゃう！？軟体ガールのギリギリショット！制服パーカー（2024年10月9日、LOVEPOP）
- 『暑すぎる昼下がりの教室 vol.2』ユーザー企画（2024年10月14日、LOVEPOP）
- 何かエッチな事考えてるんじゃない？ただのマッサージだよ？（2024年10月26日、LOVEPOP）
- 元気な笑顔とパンツで貴方を応援！ツインテチアガール！（2024年11月3日、LOVEPOP）
- 綱渡り コップを割らないように配膳練習！パンツに食い込む１本の綱（2024年11月9日、LOVEPOP）
- 接写 軟体美少女がストレッチしながら身体の隅々を魅せていく！（2024年11月21日、LOVEPOP）
- アソコを受話器で隠しちゃう！？眼鏡姿のセクシーOL（2025年2月26日、デジグラ）
- ソーセージ舐め えっちなお店で出会った可愛いすぎる女の子（2025年3月24日、デジグラ）
- 水着モニターのアルバイト！？目の前で大胆に着替える！（2025年4月5日、デジグラ）
- デリバリー かわいくてエッチな女の子と甘いひと時を♪（2025年4月14日、デジグラ）
- 水着三昧 Tバックで大きなお尻を見せまくる！軟体ポーズたっぷり♪（2025年4月16日、デジグラ）

## 出演

### 舞台
- GIGA スーパーヒロインライブ Vol.9（2023年7月1日、東京・from scratch）‐ オーロラ/ピンクフォース 役[16]

## 書籍

### 写真集
- なないろ（2021年9月10日、プレステージ）撮影:柳沢康太
- 天使のイタズラ vol.1～2（2022年12月2日、講談社）
- ナナ変化 vol.1～2（2024年3月22日、講談社）
- LOVEPOP デラックス 前乃菜々 002（2024年6月28日、ピンク倶楽部）
- 思い出がいっぱい vol.1～2（2024年8月23日、講談社）
- またね。（2024年8月27日、ジーウォーク）撮影:天野功 ISBN 9784867177280
- れいむ vol.01～04（2024年9月13日、ジーウォーク）撮影:天野功